# Земо Хеві (Аджарія)
Земо Хеві (груз. ზემო ხევი) — село в муніципалітеті Шуахеві, Аджарія, Грузія. Є адміністративною одиницею — темі (груз. თემი — громада).
За переписом 2014 року населення становить 135 осіб.

## Демографія
| Рік перепису | Населення |
| ------------ | --------- |
| 2002         | 270       |
| 2014         | 135       |